# مواطنة فخرية

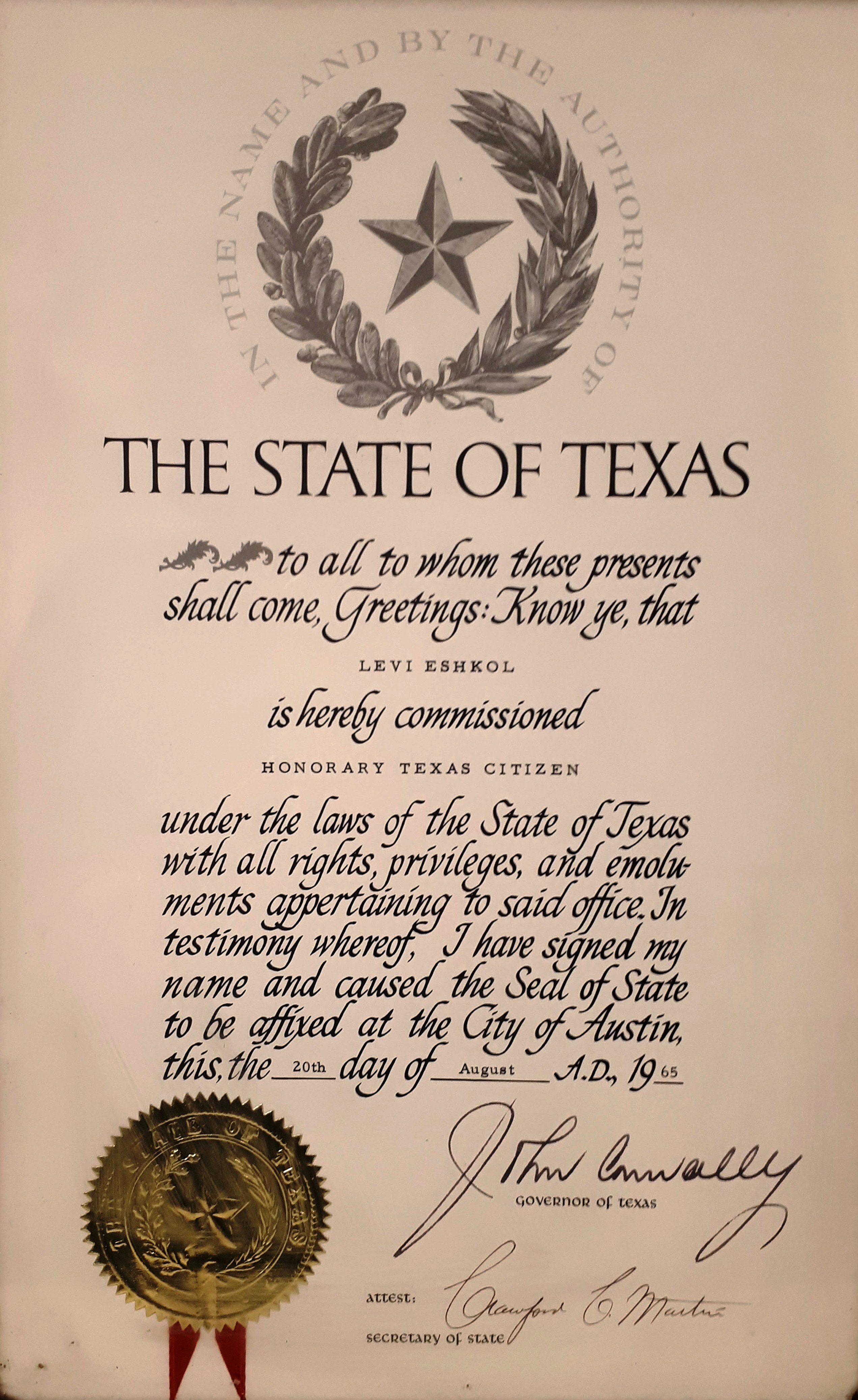
شهادة فخرية لمواطن تكساس صادرة لرئيس الوزراء الإسرائيلي ليفي أشكول.

المواطنة الفخرية هي وضع تمنحه مدينة أو حكومة أخرى لفرد أجنبي أو أصلي تعتبره مثيرًا للإعجاب بشكل خاص أو يستحق التميز. عادة ما يكون الشرف رمزيًا ولا يمنح أي تغيير في المواطنة أو الجنسية.

## أمريكا الشمالية
بموجب قانون صادر عن كونغرس الولايات المتحدة وبموافقة رئاسية، يجوز تسمية الفرد كمواطن فخري للولايات المتحدة. منذ عام 1963، منحت لثمانية أفراد فقط.
تتطلب الجنسية الكندية الفخرية الموافقة بالإجماع في مجلسي البرلمان. الأشخاص الوحيدون الذين حصلوا على الجنسية الكندية الفخرية هم راؤول فالنبرغ بعد وفاته في عام 1985 ونيلسون مانديلا في عام 2001 وتينزن غياتسو في عام 2006 وأون سان سو تشي في عام 2007 (ألغيت في 2018) وآغا خان الرابع عام 2009 وملالا يوسفزي في عام 2014.

## أوروبا
تُمنح الجنسية الفخرية في ألمانيا من قبل المدن والبلدات وفي بعض الأحيان الولايات الفيدرالية. الجنسية الفخرية دائمة وتستمر بعد وفاة الشخص المكرم، ولكن يمكن إلغاؤها في حالات استثنائية من قبل مجلس أو برلمان المدينة أو البلدة أو الولاية. في حالة مجرمي الحرب، سحبت كل هذا التكريم بموجب المادة الثامنة، القسم الثاني، الرسالة الأولى من التوجيه رقم 38 لمجلس مراقبة الحلفاء لألمانيا في 12 أكتوبر 1946.
في أيرلندا، الجنسية الفخرية الممنوحة للأجنبي هي المواطنة القانونية الكاملة بما في ذلك الحق في الإقامة والتصويت.

## إسرائيل
يمكن منح أعضاء الصالحين بين الأمم الجنسية الإسرائيلية الفخرية من ياد فاشيم، أو الجنسية التذكارية إذا توفوا. أولئك الذين يختارون العيش في إسرائيل يستحقون معاشًا ورعاية صحية مجانية ومساعدة في السكن والرعاية التمريضية.